# トヨタ・SZエンジン
トヨタ・SZエンジン、およびダイハツ・SZ型エンジン（エスゼットがたエンジン）は、トヨタ自動車、およびダイハツ工業の鋳鉄ブロックを用いた水冷直列4気筒ガソリンエンジンの系列である。
トヨタのコンパクトカーに搭載されている、ダイハツ工業の開発生産による鋳鉄ブロックエンジンである。ダイハツのK3型エンジンは本形式の派生型であり、同じ1.3 Lの2SZ-FEとクランクシャフトを共有する姉妹機であるが、シリンダーヘッドとシリンダーブロックは別々のものを使用している。
この鋳鉄製シリンダーブロックは、ボアピッチ78 mm、クローズドデッキ構造で、鋳型を常温で触媒ガスによって硬化させる熱歪みの少ない鋳造技術（コールドボックス法）を用い、公差を縮小することで隣り合うシリンダー間の寸法を3.0 mmまで薄肉化するなどにより、小型軽量化を実現している。
このうち、1SZ-FEはインターナショナル・エンジン・オブ・ザ・イヤー1999を受賞している。
なお、2021年（令和3年）2月現在の時点において、ダイハツ名義で開発された日本国外向け仕様の3SZ-VEのみ、インドネシア（アストラ・ダイハツ・モーター）で現地製造されていたが同年9月末までに現地での製造が終了し、名実共にSZ型エンジンの系譜が消滅することとなった。

## 系譜
トヨタ
- エンジン型式一覧の自動車用エンジンの系譜を参照。

ダイハツ
- FA型（1962年） - HE型（1993年） - 3SZ-VE型（2005年） - 2NR-VE型（2015年）

## 型式

### 1SZ-FE

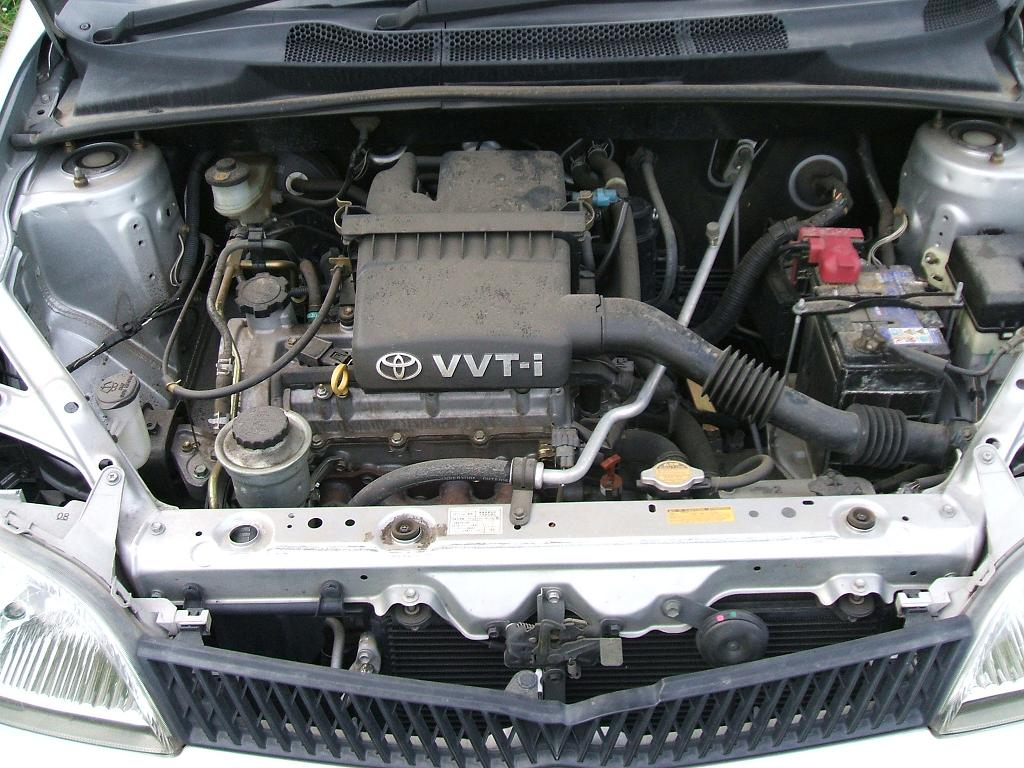
プラッツ（SCP11型）用1SZ-FE型エンジン

- 搭載車種（車両型式）
  - （初）初代ヴィッツ（SCP10）
  - プラッツ（SCP11）

### 2SZ-FE
- 搭載車種（車両型式）
  - 初代ヴィッツ（SCP13）　※U、クラヴィアのみ

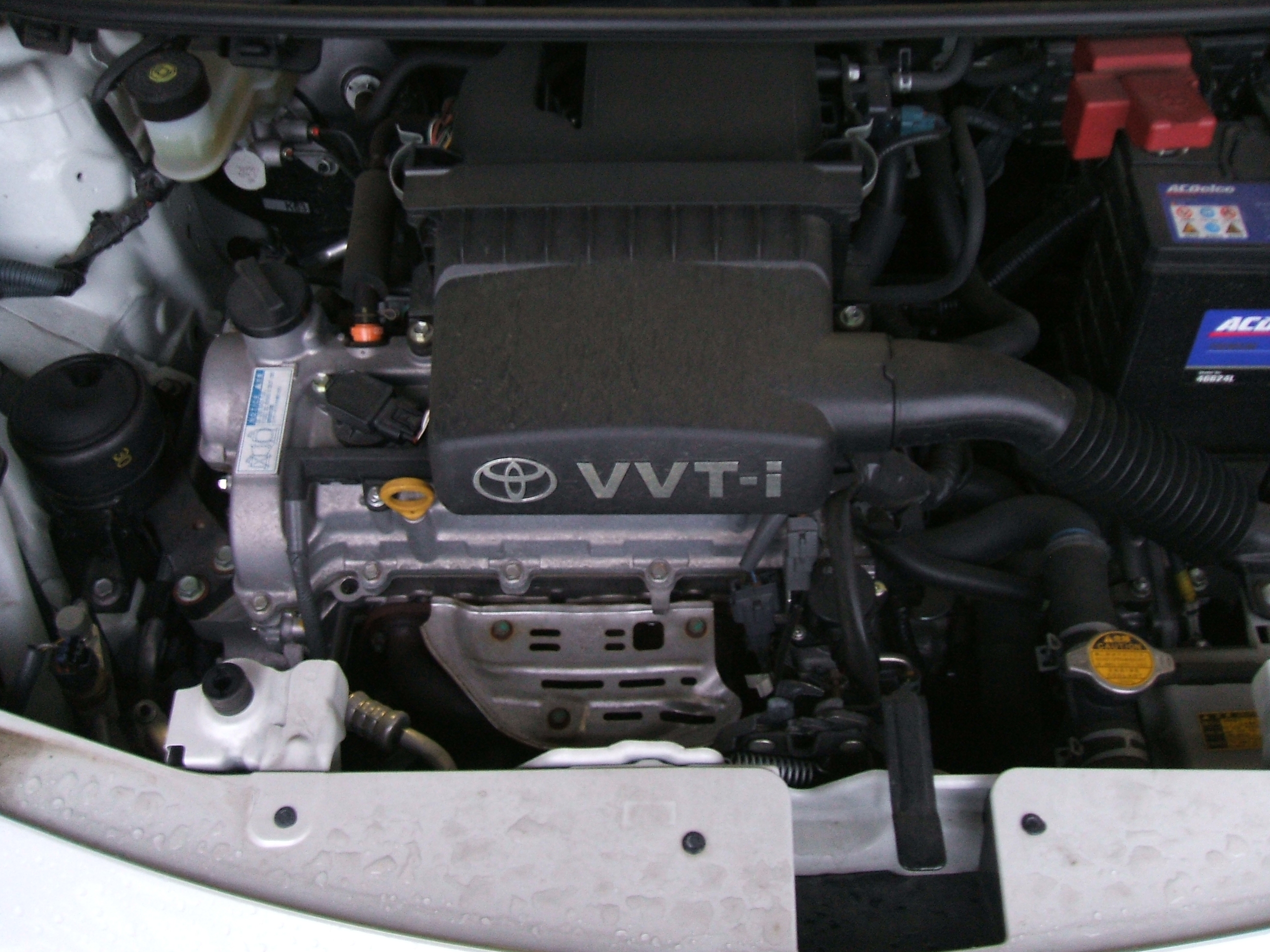
2SZ-FE型エンジン

  - 2代目ヴィッツ（SCP90）
  - ベルタ（SCP92）
  - ラクティス（SCP100）

### 3SZ-VE
厳密にはトヨタ名義ではなくダイハツ名義のエンジンであるため、型式名の-（ハイフン）後の記号がトヨタ式ではなくダイハツ式の表記になっている。搭載するトヨタ車も、1SZ-FEや2SZ-FEと異なり、ダイハツからのOEM供給車種、もしくは主な開発作業と生産をダイハツに委託した車種に限られている。構造的にもダイハツ・K3型エンジンの行程拡大版という性格の機種であり、K3型同様フロントへの縦置きやキャブオーバー型車への搭載にも対応している。
- 搭載車種（車両型式）
  - ラッシュ（J200E/J210E/F700RE/F710RE）
  - 2代目bB（QNC21）
  - ビーゴ（J200G/J210G）
  - テリオス（J200RG/210RG/F700RG/F710RG）
  - クー（M402S）
  - ルクシオ（S402RG）
  - グランマックス（S402RP/402RV）
  - タウンエース（S402P/402V/412P/412V）
  - ライトエース（S402P/402V/412P/412V）
  - パッソセッテ（M502E/M512E）
  - ブーンルミナス（M502G/M512G）

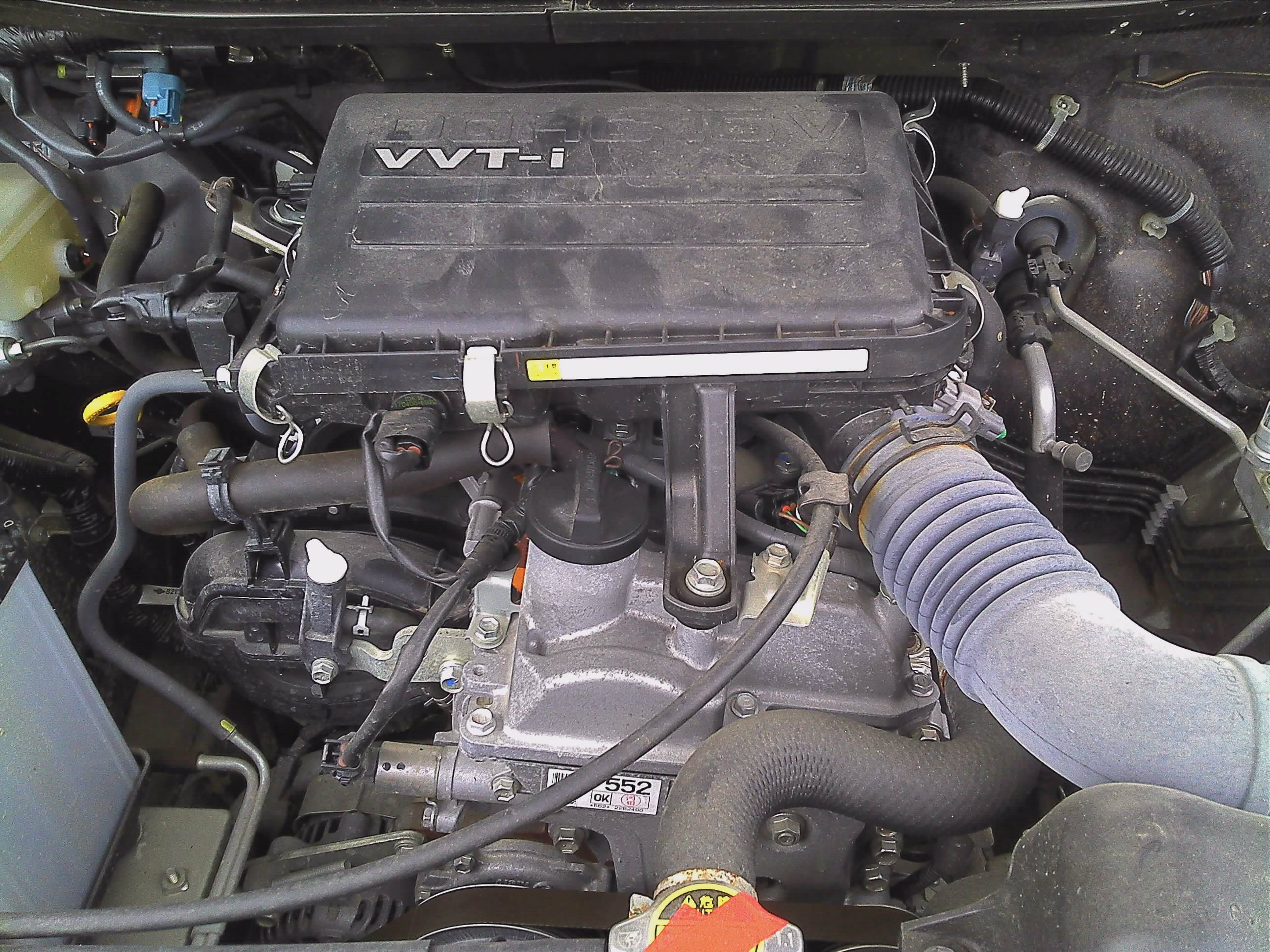
ラッシュ用3SZ-VE型エンジン
(トヨタ向け用の場合エアクリーナーにはVVT-iのラベルが貼られている)